# Niklas Serén
Niklas Ricardo Serén, född 16 september 1976 i Angered, Göteborg, är en svensk sångare och sångtextförfattare.
Band:
- Citizen Kane
- Blanco
- High Chao
- Vilarino
- Politbyrån
- Hong Faux